# Сэйдза
Сэйдза (яп. 正座, букв. «правильное сидение») — японский термин для обозначения одного из традиционных способов сидения на полу. Помимо чисто утилитарного значения поза сэйдза имеет зачастую и церемониальный смысл, во многом зависящий от общественного положения, возраста и пола сидящего.

## Форма посадки
В сэйдза сидят следующим образом: голени ног лежат на полу, стопы и тыльные стороны пальцев ног развёрнуты кверху; бёдра покоятся на внутренних сторонах голеней, ягодицы — на пятках; большие пальцы ног либо соприкасаются друг с другом, либо слегка перекрывают друг друга (большой палец правой ноги над большим пальцем левой). Женщины держат колени вместе, мужчины обычно немного разводят их в стороны для устойчивости, сообразно с ростом и весом. В зависимости от обстоятельств, кисти рук, чуть развёрнутые пальцами друг к другу, могут лежать сверху на бёдрах ладонями вниз либо свободно располагаться на коленях. Локти чуть отодвинуты от корпуса. Спина должна быть прямой, но без неестественной жёсткости.
Существуют систематизированные традиционные способы входа в сэйдза и выхода из неё, в зависимости от ситуации и типа одежды.

## История возникновения
Позу «сидение на согнутых ногах» можно наблюдать ещё на изображениях, оставшихся от древнегреческой цивилизации. Также эта поза являлась официальной у китайцев перед династией Сун. Далее её путь можно проследить до династии Шан, а затем до Кореи, Японии, Вьетнама и островов Рюкю. После Северной династии Сун в народе стали популярны стулья, и китайцы перестали сидеть на полу. Традиции сидения на ногах сохранились в Японии и Корее.
На протяжении ранней истории Японии «правильными» считались различные способы сидения, такие как: посадка со скрещенными ногами, поза с поднятым коленом или вытянутые в сторону ноги. Поза при сидении определялась социальными обстоятельствами, фасонами одежды и местами для сидения. В период Муромати полы японских домов стали полностью покрыты татами (толстыми соломенными циновками), что в сочетании со строгими кодексами поведения правящего класса воинов предвестило появление сэйдзы, считавшейся способом сидеть, одновременно выказывая своё уважение. Однако в повседневности он, вероятно, распространился лишь на рубеже XVIII столетия (периоды Гэнроку—Кёхо).
В современной Японии комнаты с циновками-татами, где можно «правильно» сидеть, стали редкостью, и в результате многие японцы уже непривычны к сидению в позе сэйдза.

## Пол
В сэйдза можно сидеть только на полу, который в традиционных японских зданиях покрыт татами. Сэйдза, таким образом, тесно связана с этим половым покрытием. Однако в некоторых обстоятельствах люди сидят в сэйдза на ковровом покрытии и на деревянных полах: в ряде боевых искусств посадка обычно происходит на деревянных полах. В зависимости от формальности ситуации, обстановки и относительного статуса человека, иногда приемлемо сидеть на специальной подушке, называемой дзабутон (букв. «футон для сидения»).

## Трудности
Сидение в позе со скрещенными ногами («по-турецки») считается неформальным и неприемлемым в некоторых ситуациях. Однако иногда так сидеть разрешается, особенно тем, для кого сидеть в сэйдзе трудно: в частности, пожилым людям или иностранцам. Но даже в таких случаях поза со скрещёнными ногами считается неприличной для женщин. Иногда для пожилых или травмированных людей предусматриваются стулья, даже когда остальным присутствующим полагается сидеть в позе сэйдза. Иностранцам рекомендуется хотя бы пытаться сидеть в сэйдза, особенно в официальных ситуациях. При сидении в сэйдза без практики в течение одной-двух минут происходит ухудшение кровообращения в ногах, сопровождаемое неприятным покалыванием и жжением, а затем и полное онемение ног. С опытом кровообращение улучшается. Опытные практики сэйдза могут сидеть в этой позе сорок минут и более при минимуме неприятных ощущений.
В Японии продаются специальные складные стулья для сэйдза, достаточно малого размера, чтобы носить их в сумке. Такой стул располагается между ногами, на него помещают ягодицы. Стулья создают видимость сидения в позе сэйдза и при этом убирают нагрузку с пяток и ступней.

### Влияние на организм
Некоторые хирурги-ортопеды утверждают, что длительное сидение на поджатых ногах может быть вредно для коленей, а также приводить к заболеванию «йогическая отвисающая стопа».

## Традиционные искусства
Сэйдза — неотъемлемая и обязательная часть ряда традиционных японских искусств, таких как чайная церемония, медитация, большинства японских боевых искусств, а также при синтоитских обрядах. Кроме того, сэйдза — традиционная поза для сидения во время занятия каллиграфией и икэбаной, хотя с распространением мебели в западном стиле в наши дни эта поза не всегда обязательна.
Многие театры для традиционных постановок, таких как кабуки, предусматривают специальные участки зрительного зала, где публика сидит в сэйдза.

### Сикко
Во время принятия позы сэйдза передвижение с помощью ступней и коленей, называемое «сикко» (яп. 膝行 сикко:, букв. движение коленей), считается более вежливым, чем вставание и обычная ходьба. Для того, чтобы правильно совершать сикко, пятки должны быть сведены вместе, а тело должно двигаться как единое целое. Для выполнении подобных движений приходится развивать мышцы бёдер, что считается важным для практики айкидо.

## Другие традиционные позы посадки

### Агура
Сидение со скрещенными ногами, агура, считается неформальным: оно подходит для определённых ситуаций, таких как, например, еда за низким столом в обычном ресторане. Также разрешается в формальных ситуациях; особенно для тех, для кого сэйдза трудна: для пожилых людей или иностранцев.

### Ёкодзувари
Сидение со скрещенными ногами, как правило, считается неприемлемым для женщин, и женская неформальная поза, называемая «ёкодзувари» (яп. 横座り, букв. боковое сидение), выглядит как будто женщина хотела сесть в позу сэйдза, но промахнулась: ягодицы находятся на полу, а согнутые в коленях ноги слегка вытянуты вбок.

### Варидза
Другая неформальная поза для женщин называется «варидза» (яп. 割座, букв. расщеплённое сидение), которая напоминает сэйдза с широко расставленными ступнями и коленями; таким образом, ягодицы опять оказываются прижаты к полу.

### Кидза
Нахождение в сэйдза — это равномерное распределение веса на всю поверхность голени и стопы. «Кидза» (яп. 跪座/跪坐) — перераспределение веса на ступню (пальцы) и колени за счёт горизонтального «вставания на носки». Более напряжённая, эта поза выражает повышенную готовность к действию.